# Dexter (Kansas)
Dexter – miasto położone w hrabstwie Cowley.